# Cantonul Monpazier
Cantonul Monpazier este un canton din arondismentul Bergerac, departamentul Dordogne, regiunea Aquitania, Franța.

## Comune
| Comune                    | Populație (1999) | Cod poștal | Cod INSEE |
| ------------------------- | ---------------- | ---------- | --------- |
| Biron                     | 186              | 24540      | 24043     |
| Capdrot                   | 510              | 24540      | 24080     |
| Gaugeac                   | 114              | 24540      | 24195     |
| Lavalade                  | 105              | 24540      | 24231     |
| Lolme                     | 221              | 24540      | 24244     |
| Marsalès                  | 238              | 24540      | 24257     |
| Monpazier                 | 511              | 24540      | 24280     |
| Saint-Avit-Rivière        | 77               | 24540      | 24378     |
| Saint-Cassien             | 25               | 24540      | 24384     |
| Saint-Marcory             | 53               | 24540      | 24446     |
| Saint-Romain-de-Monpazier | 88               | 24540      | 24495     |
| Soulaures                 | 74               | 24540      | 24542     |
| Vergt-de-Biron            | 183              | 24540      | 24572     |